# Gormanston
Gormanston (irisch Baile Mhic Gormáin) ist ein Dorf im County Meath in der Provinz Leinster in Irland. Zur Volkszählung 2022 hatte es 380 Einwohner.

## Geografie
Gormanston liegt etwa vierzehn Kilometer südöstlich von Drogheda an der Irischen See. Im Süden des Dorfes fließt der Fluss Delvin River, der hier in die See mündet. Durch die Ortschaft führt die R132 von Balbriggan kommend über Julianstown nach Drogheda. Im Westen führt die M1 von Dublin nach Belfast. Der Bahnhof Gormanston liegt an der Bahnstrecke Belfast–Dublin.

## Geschichte
Das Passage Tomb von Gormanston belegt eine frühe Besiedlung der Gegend. Bei Bau einer Pipeline wurde ein ca. 4000 Jahr alter, sieben Meter langer Einbaum bei Gormanston gefunden.
Unterhalb der modernen Siedlung finden sich noch Reste von Lehmbauten. Die Gormanston Bridge geht auf das 13. Jahrhundert zurück.
Im 14. Jahrhundert wurde Gormanston Castle für die Familie Preston errichtet. Das Familienoberhaupt der Prestons trägt den Titel Viscount Gormanston. 1950 wurde das Schloss an die Franziskaner verkauft, die hier das Gormanston College einrichteten.
1917 wurde das Gormanston Camp zunächst als Flugbasis des Royal Flying Corps eingerichtet. An 1920 diente es als Ausbildungslager der Black and Tans. 1922 übernahm die irische Armee das Camp. Auch heute wird es zu Ausbildungszwecken genutzt. In Gormanston befindet sich auch eine Außenstelle der Air Accident Investigation Unit.
Am 21. Oktober 1974 kam es im Bahnhof von Gormanston zu einem Zusammenstoß dreier Züge. Dabei wurde zwei Menschen getötet und 29 verletzt.

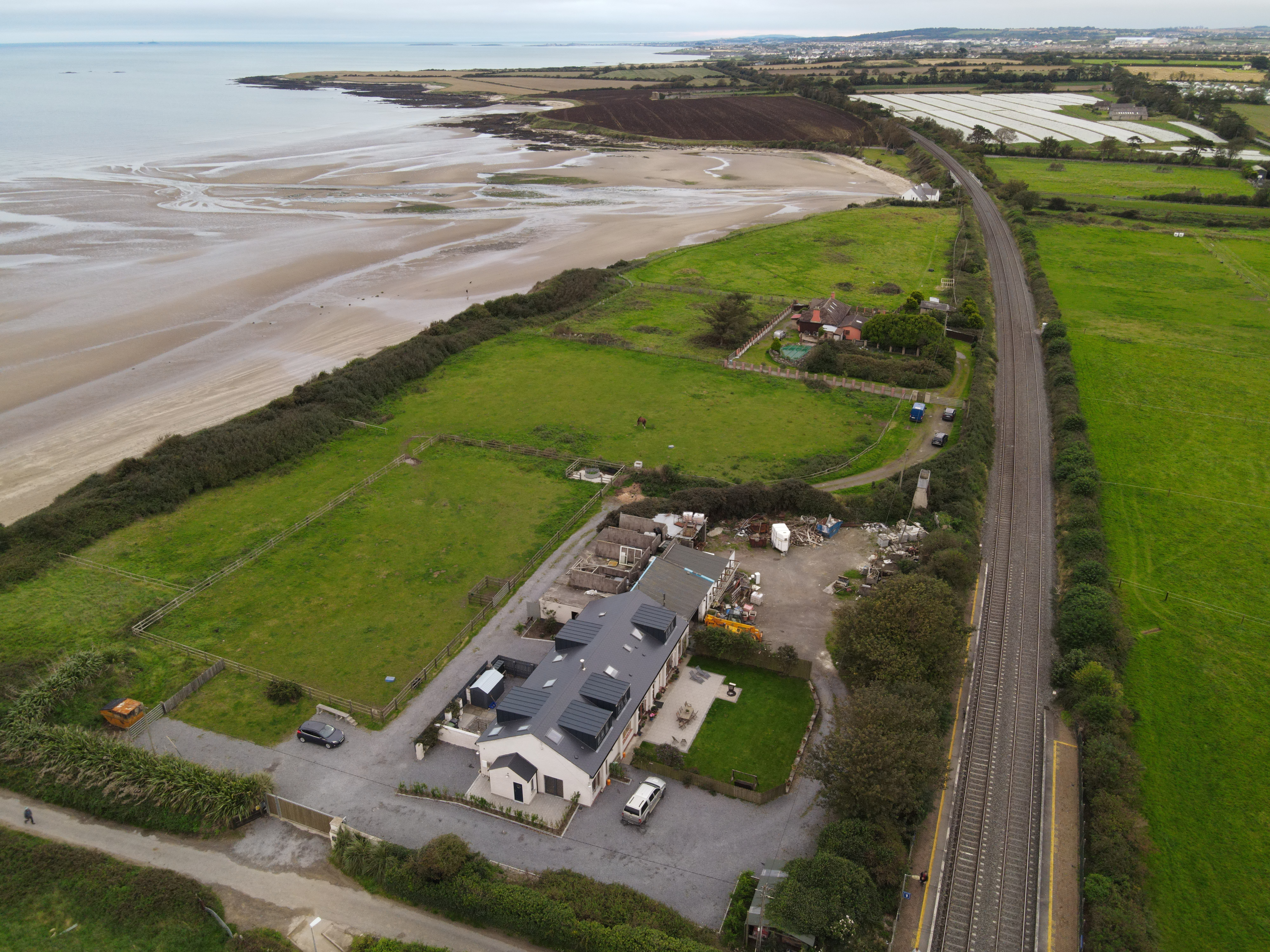
Bahnhof Gormanston aus der Luft

## Persönlichkeiten
- Jenico Preston, 14. Viscount Gormanston (1837–1907), Gouverneur von Britisch-Guayana
- Elizabeth Thompson (1846–1933), Malerin